# ГЕС Shàngtōngbà
ГЕС Shàngtōngbà (上通坝水电站) — гідроелектростанція у центральній частині Китаю в провінції Сичуань. Знаходячись перед ГЕС Kǎjīwá, становить верхній ступінь каскаду на річці Муліхе (Літанг), яка впадає праворуч до Ялунцзян, великої лівої притоки Дзинші (верхня течія Янцзи).
У межах проєкту річку перекрили греблею, яка утримує водосховище з об'ємом 1,6 млн м3 (корисний об'єм 0,93 млн м3) та нормальним рівнем поверхні на позначці 3144 метри НРМ.
Зі сховища через правобережний гірський масив прокладено дериваційний тунель довжиною 21,7 км, який переходить у напірний водовід довжиною 0,9 км. У підсумку ресурс надходить до встановлених у машинному залі трьох турбін типу Френсіс потужністю по 80 МВт, які використовують напір у 250 метрів та забезпечують виробництво 1090 млн кВт·год електроенергії на рік.